# نردبان یعقوب خزنده
نردبان یعقوب خزنده (نام علمی: Polemonium reptans) نام یک گونه از تیره گل‌آتشیان است.

## نگارخانه

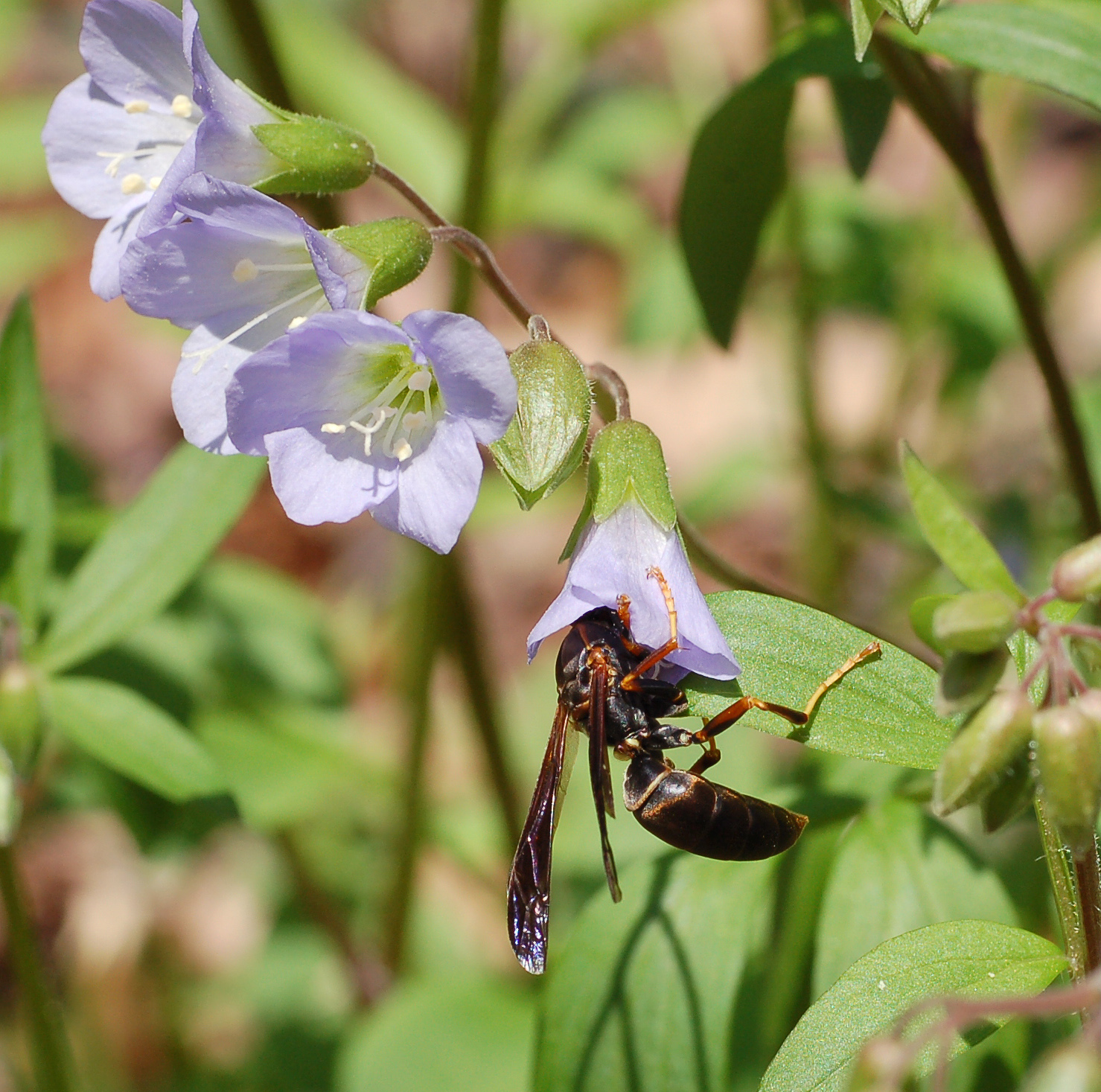
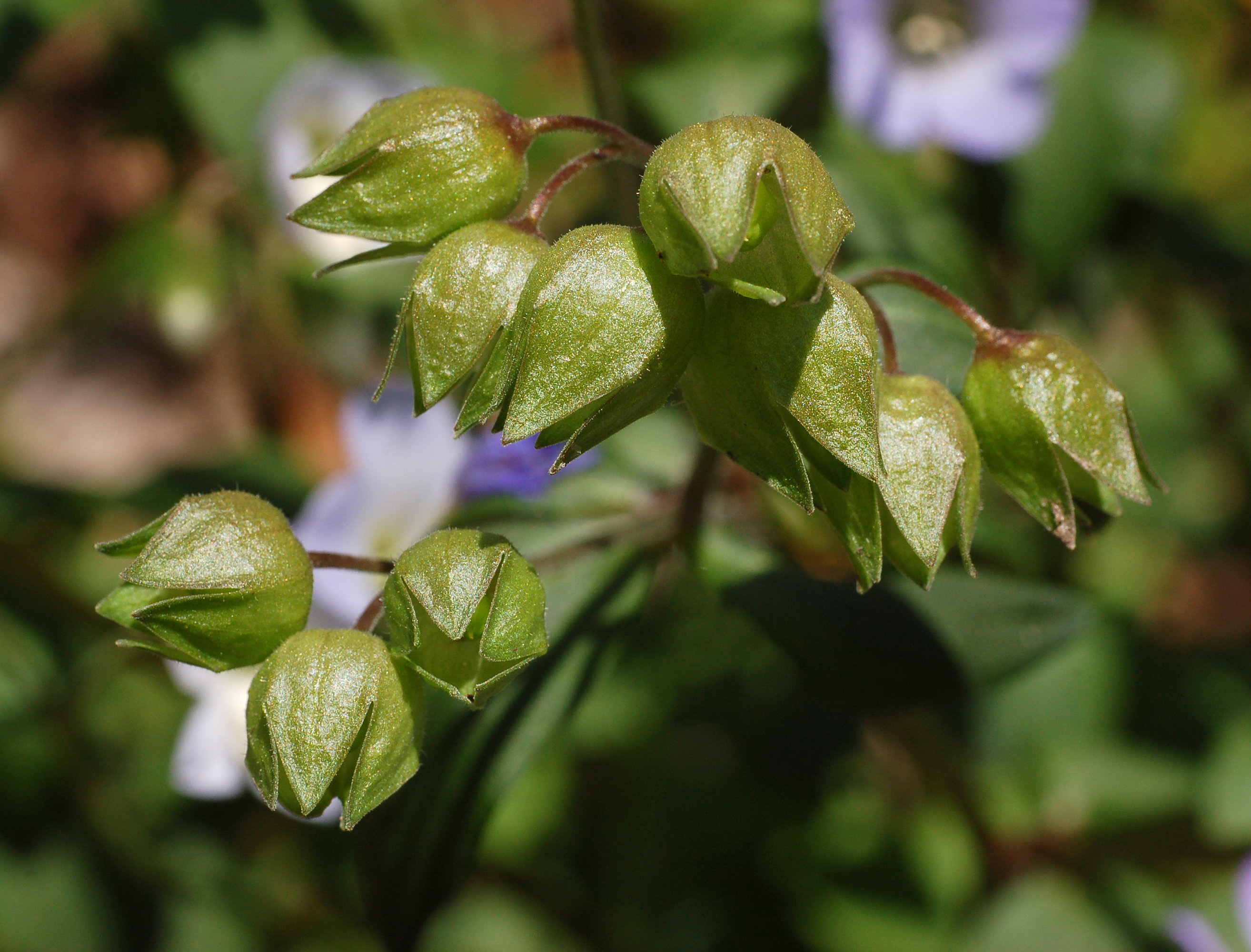
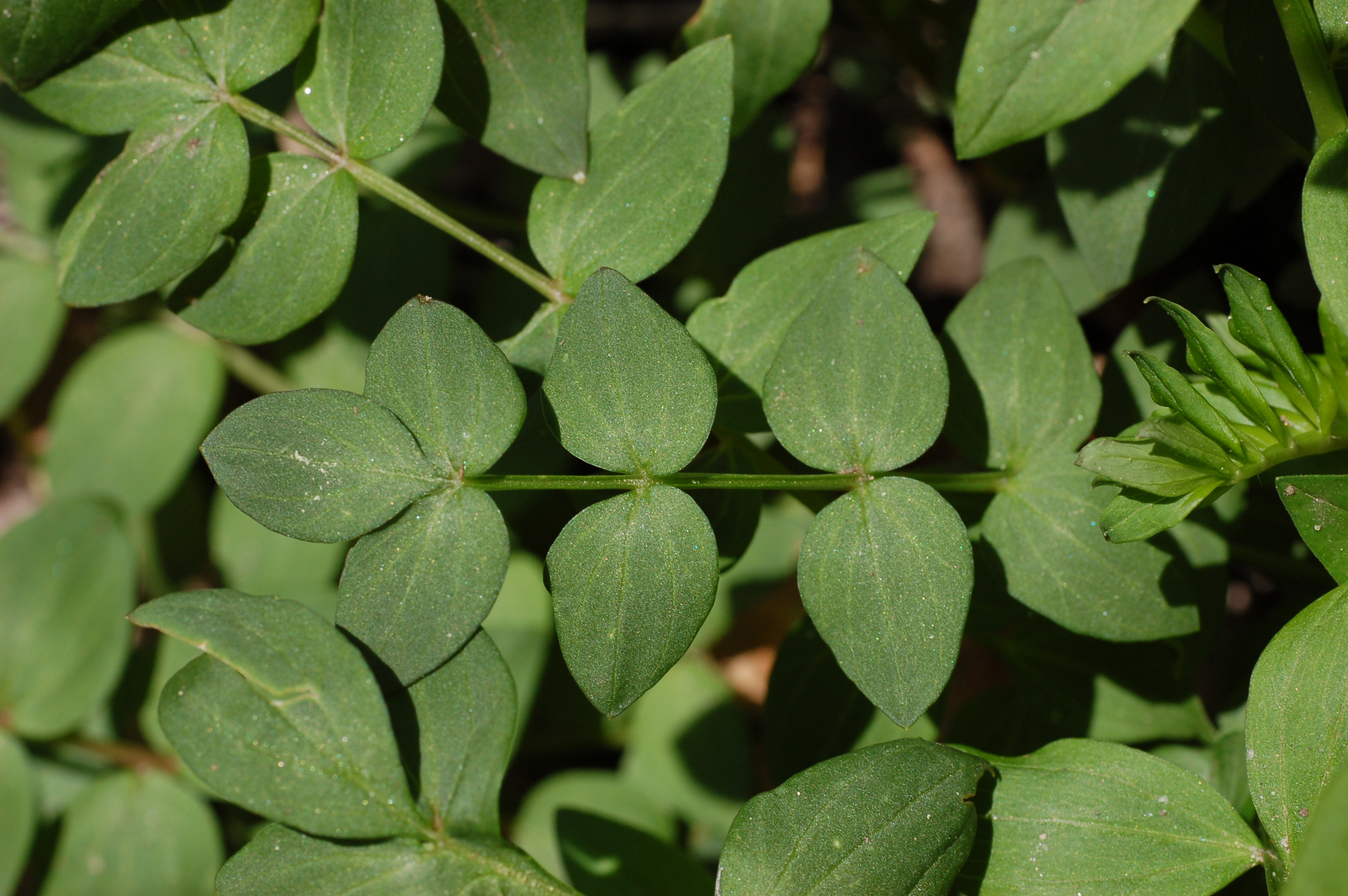
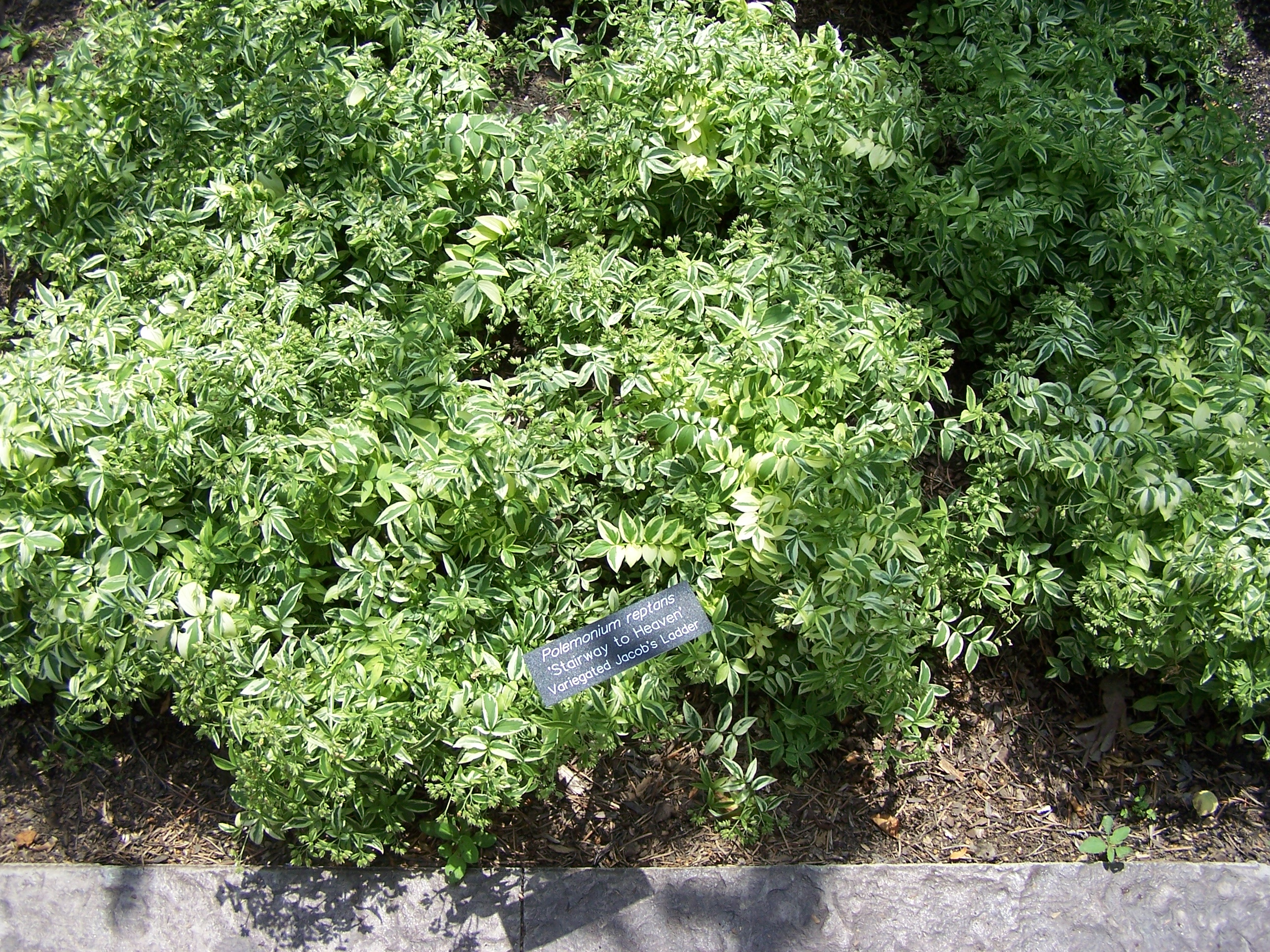